# Franco Zazzeri
Franco Zazzeri (Firenze, 19 agosto 1938) è uno scultore italiano.
È famoso soprattutto per le particolari opere in bronzo che richiamano i temi della vita e dell'inconscio.
"... Partito da una scultura di figurazione Franco Zazzeri si volge presto ad una visione più informale della figura, dalla rappresentazione dell'individuo a quella del gruppo emerge un contenuto non individuale, il nucleo famigliare, visto come realtà del primordio in senso genetico. Una posizione non descrittiva e non realistica. ..."

## Biografia
Franco Zazzeri passa i suoi primi anni a Dicomano di Mugello (Provincia di Firenze), dove vive per tutta la durata della Seconda guerra mondiale. In questi anni matura una esperienza emotiva che influenzerà le sue prime sculture. Alla fine della guerra trascorre un breve periodo a Rapolano Terme in provincia di Siena e si trasferisce, nel 1948, a Monte San Savino (provincia di Arezzo). Qui, all’età di tredici anni, inizia a lavorare presso un'azienda ceramica del luogo e, nello stesso periodo, inizia un percorso da autodidatta nella modellazione della creta.
Nel 1955 si trasferisce ad Arezzo, città a cui il maestro è profondamente legato per il tempo che in essa trascorse durante l'infanzia; ad Arezzo trova occupazione presso una piccola azienda di lavorazione del marmo. In questo stesso periodo frequenta la scuola d'arte Aretina sotto la guida dello scultore Giovanni Bianchi e famigliarizza con la materia e progredisce nella tecnica; qui realizza diversi ritratti scultorei per noti personaggi aretini.
Nel 1960, spinto dalla ricerca di lavoro, si trasferisce a Milano. A Milano trova occupazione presso una fonderia artistica dove apprende e migliora la tecnica della fusione a cera persa. Contemporaneamente si iscrive alla scuola d'arte del Castello Sforzesco di Milano (sezione scultura) dove si diploma ricevendo diversi premi e attestati.
Nel 1964 Pier Francesco Greci lo invita a tenere la sua prima mostra nella galleria d'arte L'Incontro di Arezzo.
Nel 1965 vince il concorso per la realizzazione della statua della Madonna delle Vertighe, la patrona dell'Autostrada del Sole.
Nel 1979 Everardo Dalla Noce e nel 1980 Marco Valsecchi, segnalano il maestro Franco Zazzeri sui cataloghi nazionali Bolaffi per la scultura italiana, come uno dei fenomeni più interessanti nelle tendenze di quel periodo artistico (Bolaffi: catalogo della  scultuara italiana n.3 & n.5 Editore: Bolaffi; bolaffi edizione (1979), Lingua: Italiano, ASIN: B005SG86HA).
Nella sua carriera ha tenuto più di trenta mostre personali sia in Italia che in Europa e ha ricevuto diversi premi ed attestati.
Nel 2009 la Provincia di Milano gli conferisce il premio Isimbadi “alla carriera di scultore”.
Nel 2010 il sindaco di Milano Letizia Moratti lo omaggia con l'attestato di cittadino benemerito.
La sua scultura concetto geologico - 1973 - tecnica legno stratificato h. 220 cm - è parte della collezione del museo del 900 di Milano.

## Esposizioni principali

### Mostre personali
- 1965 - Galleria d'Arte "Nuova Aminta" - Siena - prefazione Raffaele Degrada
- 1967 - Galleria d'Arte "Montenapoleone" - via Montenapoleone 6A, Milano - prefazione Enotrio Mastro Lonardo
- 1970 - Galleria d'Arte "La Darsena" - Milano - prefazione Carlo Munari e Marco Valsecchi
- 1971 - Museo Dell'Arengario - Monza - prefazione Carlo Munari e Marco Valsecchi
- 1975 - Galleria d'Arte "Ada Zunino" - Milano - prefazione Marco Valsecchi
- 1980 - Palazzo di Diamanti (sale Tisi) - Ferrara - prefazione Fortunato Bellonzi
- 1984 - Istituto Italiano di Cultura - Vienna - prefazione Luciano Caramel
- 1984 - Galerie Museum - Monaco di Baviera - prefazione Luciano Caramel
- 1989 - Mostra Antologica Monte San Savino  - Arezzo - prefazione Enso Fabiani
- 1995 - Galleria d'Arte "Borgogna" - Milano - prefazione Luciano Caramel
- 1999 - Galleria d'Arte "Borgogna" - Milano - prefazione Floriano Desanti
- 2002 - Palazzo Pretorio - Sondrio
- 2004 - Galleria d'Arte "Borgogna" - Milano - prefazione Francesco Poli

### Mostre collettiva
- 1972 - "Italia bianco e nero" premio di disegno Nazionale - Arezzo
- 1979 - Biennale del Bronzetto - Padova
- 1980 - Biennale internazionale di scultura di Arese - Villa Reale - Monza
- 1983 - "La Scultura Italiana nel Mondo" - Roma - a cura degli affari esteri e la Quadriennale di Roma
- 1984 - XXIX Biennale Nazionale d'arte Città di Milano - Palazzo della Società per le Belle Arti ed Esposizione Permanente - Milano
- 1986 - XLII La Biennale Internazionale di Venezia - Venezia - invito di Arturo Schwarz
- 1988 - "Quattro Esperienze della Scultura Italiana" - mostra itinerante in diverse città tedesche a cura dell'Istituto di Cultura Italiano di Monaco di Baviera
- 1989  - XXXI Biennale Nazionale d'arte Città di Milano - Palazzo della Società per le Belle Arti ed Esposizione Permanente e Palazzo del Senato - Milano
- 1999 - XIII quadriennale di Roma - invito
- 2009 - "Scultura nella Città" - progetti per il territorio urbano della città di Milano a cura del Museo della Permanente di Milano

## Opere
Alcune delle sue sculture si trovano a:
- Montecarlo - Banque de Gestion Monegasque
- Roma - EUR - Credito Italiano
- Roma - via del corso 374 - Credito Italiano
- Torino - in via Arsenale, 11 - Credito Italiano
- Mosca -  Rappresentanza Italiana
- Milano - Aeroporto di Linate e della Malpensa
- Milano - Comune di Milano in via Pirelli
- Milano - Piazza Duca d'Aosta
- Milano - Centro Civico - via Oglio 18

## Critiche
"Una sfera, e all'improvviso si spacca, se ne stacca una fetta colta proprio nell'attimo del cascar giù (...) quella sfera si configura come la terra che gira negli spazi; che cosa diventerà lo spicchio che si è staccato dalla sfera di Zazzeri?" - Marco Valsecchi 1977 (Milano, 1913 - 1980) - critico d'arte, docente universitario, saggista e giornalista dei quotidiani Il Giorno e Il Giornale e del settimanale Lo Speciale.
"Il lavoro di Zazzeri può essere nominato "totemismo delle origini": una funzione antropologica che ritrova la nozione di bellezza nel riconoscimento di una verità interiore ed eterna." - Riccardo Barletta 1985 - Critico d'arte moderna e docente di storia del design alla Scuola Politecnica di Milano.
"Cosmos e Logos si convertono l'uno nell'altro, attraverso il filtro della proteiforme personalità di Zazzeri " - 
Floriano De Santi 1999 - Direttore artistico e Critico e storico dell'arte